# Coppa delle nazioni oceaniane 2019 (calcio a 5)
Il campionato oceaniano di calcio a 5 2019 (ufficialmente 2019 OFC Futsal Nations Cup) è stata la 12ª edizione del torneo, nonché la prima ad adottare questa denominazione, e si è disputato dal 27 ottobre al 2 novembre 2019 a Nouméa, in Nuova Caledonia.

## Squadre qualificate
| Qualificate     | Pres. | Miglior risultato                       |
| --------------- | ----- | --------------------------------------- |
| Samoa Americane | 1ª    | Esordiente                              |
| Figi            | 9ª    | Secondo posto (1999, 2009, 2010)        |
| Nuova Caledonia | 8ª    | Secondo posto (2014)                    |
| Nuova Zelanda   | 10ª   | Secondo posto (2004, 2016)              |
| Isole Salomone  | 8ª    | Campione (2008, 2009, 2010, 2011, 2016) |
| Tahiti          | 7ª    | Secondo posto (2008, 2011)              |
| Tonga           | 1ª    | Esordiente                              |
| Vanuatu         | 12ª   | Secondo posto (1992, 1996)              |

## Sorteggio
Il sorteggio dei gironi si è svolto il 6 maggio 2019 a Auckland, in Nuova Zelanda. Le 8 squadre sono state divise in 2 gironi da quattro squadre ciascuno.
| 1ª urna                      | 2ª urna                             | 3ª urna               |
| ---------------------------- | ----------------------------------- | --------------------- |
| Isole Salomone Nuova Zelanda | Figi Nuova Caledonia Tahiti Vanuatu | Samoa Americane Tonga |

## Fase a gironi

### Gruppo A
| Squadra         | P.ti | G | V | N | P | GF | GS | DR  |
| --------------- | ---- | - | - | - | - | -- | -- | --- |
| Nuova Zelanda   | 9    | 3 | 3 | 0 | 0 | 21 | 3  | +18 |
| Nuova Caledonia | 6    | 3 | 2 | 0 | 1 | 22 | 5  | +17 |
| Vanuatu         | 3    | 3 | 1 | 0 | 2 | 12 | 22 | -10 |
| Samoa Americane | 0    | 3 | 0 | 0 | 3 | 3  | 28 | -25 |

| Païta 28 ottobre 2019, ore 15:00 | Samoa Americane | 0 – 9 (0-5) referto | Nuova Zelanda | L'Arène du Sud (150 spett.)\| Arbitro: \| Philip Mana \| |
| Arbitro:                         | Philip Mana     |                     |               |                                                          |

| Païta 28 ottobre 2019, ore 19:00 | Vanuatu         | 1 – 11 (1-6) referto | Nuova Caledonia | L'Arène du Sud (300 spett.)\| Arbitro: \| Teraimaeva Mkea \| |
| Arbitro:                         | Teraimaeva Mkea |                      |                 |                                                              |

| Païta 29 ottobre 2019, ore 17:00 | Nuova Zelanda | 8 – 0 (4-0) referto | Vanuatu | L'Arène du Sud (130 spett.)\| Arbitro: \| Rex Kamusu \| |
| Arbitro:                         | Rex Kamusu    |                     |         |                                                         |

| Païta 29 ottobre 2019, ore 19:00 | Samoa Americane | 0 – 9 (0-2) referto | Nuova Caledonia | L'Arène du Sud (250 spett.)\| Arbitro: \| Francis Roni \| |
| Arbitro:                         | Francis Roni    |                     |                 |                                                           |

| Païta 30 ottobre 2019, ore 15:00 | Vanuatu         | 10 – 3 (5-0) referto | Samoa Americane | L'Arène du Sud (250 spett.)\| Arbitro: \| Teraimaeva Make \| |
| Arbitro:                         | Teraimaeva Make |                      |                 |                                                              |

| Païta 30 ottobre 2019, ore 19:00 | Nuova Zelanda | 4 – 2 (3-1) referto | Nuova Caledonia | L'Arène du Sud (600 spett.)\| Arbitro: \| Rex Kamusu \| |
| Arbitro:                         | Rex Kamusu    |                     |                 |                                                         |

### Gruppo B
| Squadra        | P.ti | G | V | N | P | GF | GS | DR  |
| -------------- | ---- | - | - | - | - | -- | -- | --- |
| Isole Salomone | 9    | 3 | 3 | 0 | 0 | 24 | 5  | +19 |
| Tahiti         | 6    | 3 | 2 | 0 | 1 | 37 | 10 | +27 |
| Figi           | 3    | 3 | 1 | 0 | 2 | 11 | 17 | -6  |
| Tonga          | 0    | 3 | 0 | 0 | 3 | 6  | 46 | -40 |

| Païta 28 ottobre 2019, ore 13:00 | Tonga         | 2 – 13 (0-7) referto | Isole Salomone | L'Arène du Sud (150 spett.)\| Arbitro: \| Malkom Mayoho \| |
| Arbitro:                         | Malkom Mayoho |                      |                |                                                            |

| Païta 28 ottobre 2019, ore 17:00 | Figi           | 1 – 11 (0-5) referto | Tahiti | L'Arène du Sud (150 spett.)\| Arbitro: \| Chris Sinclair \| |
| Arbitro:                         | Chris Sinclair |                      |        |                                                             |

| Païta 29 ottobre 2019, ore 13:00 | Isole Salomone | 7 – 2 (2-1) referto | Tahiti | L'Arène du Sud (175 spett.)\| Arbitro: \| Antony Riley \| |
| Arbitro:                         | Antony Riley   |                     |        |                                                           |

| Païta 29 ottobre 2019, ore 15:00 | Tonga             | 2 – 9 (0-3) referto | Figi | L'Arène du Sud (100 spett.)\| Arbitro: \| Charlemagne Waheo \| |
| Arbitro:                         | Charlemagne Waheo |                     |      |                                                                |

| Païta 30 ottobre 2019, ore 13:00 | Tahiti           | 24 – 2 (13-0) referto | Tonga | L'Arène du Sud (80 spett.)\| Arbitro: \| Arnaud Llambrich \| |
| Arbitro:                         | Arnaud Llambrich |                       |       |                                                              |

| Païta 30 ottobre 2019, ore 17:00 | Isole Salomone | 4 – 1 (2-1) referto | Figi | L'Arène du Sud (130 spett.)\| Arbitro: \| Chris Sinclair \| |
| Arbitro:                         | Chris Sinclair |                     |      |                                                             |

## Fase a eliminazione diretta

### Tabellone
|  | Semifinali      | Semifinali      | Semifinali    |               |                      | Finale               | Finale          | Finale          |  |
|  |                 |                 |               |               |                      |                      |                 |                 |  |
|  | Isole Salomone  | Isole Salomone  | 5             |               |                      |                      |                 |                 |  |
|  | Isole Salomone  | Isole Salomone  | 5             |               |                      |                      |                 |                 |  |
|  | Nuova Caledonia | Nuova Caledonia | 1             |               |                      |                      |                 |                 |  |
|  | Nuova Caledonia | Nuova Caledonia | 1             |               | Isole Salomone (dcr) | Isole Salomone (dcr) | 5 (2)           |                 |  |
|  |                 |                 |               |               | Isole Salomone (dcr) | Isole Salomone (dcr) | 5 (2)           |                 |  |
|  |                 |                 | Nuova Zelanda | Nuova Zelanda | 5 (1)                |                      |                 |                 |  |
|  | Nuova Zelanda   | Nuova Zelanda   | Nuova Zelanda | Nuova Zelanda | 5 (1)                | 3                    |                 |                 |  |
|  | Nuova Zelanda   | Nuova Zelanda   |               |               |                      | 3                    |                 |                 |  |
|  | Tahiti          | Tahiti          | 2             |               |                      | Finale 3º posto      | Finale 3º posto | Finale 3º posto |  |
|  | Tahiti          | Tahiti          | 2             |               |                      |                      |                 |                 |  |
|  |                 |                 |               |               |                      |                      |                 |                 |  |
|  |                 |                 |               |               |                      | Nuova Caledonia      | Nuova Caledonia | 5 (1)           |  |
|  |                 |                 |               |               |                      | Nuova Caledonia      | Nuova Caledonia | 5 (1)           |  |
|  |                 |                 |               |               |                      | Tahiti (dcr)         | Tahiti (dcr)    | 5 (3)           |  |

### Tabellone 5º-8º posto
|  | Semifinali      | Semifinali      | Semifinali |      |         | Finale 5º posto       | Finale 5º posto       | Finale 5º posto |  |
|  |                 |                 |            |      |         |                       |                       |                 |  |
|  | Vanuatu (w/o)   | Vanuatu (w/o)   | 6          |      |         |                       |                       |                 |  |
|  | Vanuatu (w/o)   | Vanuatu (w/o)   | 6          |      |         |                       |                       |                 |  |
|  | Tonga           | Tonga           | 0          |      |         |                       |                       |                 |  |
|  | Tonga           | Tonga           | 0          |      | Vanuatu | Vanuatu               | 4                     |                 |  |
|  |                 |                 |            |      | Vanuatu | Vanuatu               | 4                     |                 |  |
|  |                 |                 | Figi       | Figi | 6       |                       |                       |                 |  |
|  | Figi            | Figi            | Figi       | Figi | 6       | 6                     |                       |                 |  |
|  | Figi            | Figi            |            |      |         | 6                     |                       |                 |  |
|  | Samoa Americane | Samoa Americane | 2          |      |         | Finale 7º posto       | Finale 7º posto       | Finale 7º posto |  |
|  | Samoa Americane | Samoa Americane | 2          |      |         |                       |                       |                 |  |
|  |                 |                 |            |      |         |                       |                       |                 |  |
|  |                 |                 |            |      |         | Tonga                 | Tonga                 | 0               |  |
|  |                 |                 |            |      |         | Tonga                 | Tonga                 | 0               |  |
|  |                 |                 |            |      |         | Samoa Americane (w/o) | Samoa Americane (w/o) | 6               |  |

### Semifinali 5º posto
| Païta 1º novembre 2019, ore 11:30 | Figi              | 6 – 2 (2-1) referto | Samoa Americane | L'Arène du Sud (60 spett.)\| Arbitro: \| Charlemagne Waheo \| |
| Arbitro:                          | Charlemagne Waheo |                     |                 |                                                               |

| Païta 1º novembre 2019, ore 14:00 | Vanuatu | 6 – 0 (w/o) referto | Tonga | L'Arène du Sud |

### Semifinali
| Païta 1º novembre 2019, ore 16:30 | Isole Salomone | 5 – 1 (2-0) referto | Nuova Caledonia | L'Arène du Sud (1200 spett.)\| Arbitro: \| Antony Riley \| |
| Arbitro:                          | Antony Riley   |                     |                 |                                                            |

| Païta 1º novembre 2019, ore 19:00 | Nuova Zelanda | 3 – 2 (0-2) referto | Tahiti | L'Arène du Sud (800 spett.)\| Arbitro: \| Rex Kamusu \| |
| Arbitro:                          | Rex Kamusu    |                     |        |                                                         |

### Finale 7º posto
| Païta 2 novembre 2019, ore 11:30 | Tonga | 0 – 6 (w/o) referto | Samoa Americane | L'Arène du Sud |

### Finale 5º posto
| Païta 2 novembre 2019, ore 14:00 | Vanuatu           | 4 – 6 (3-4) referto | Figi | L'Arène du Sud (150 spett.)\| Arbitro: \| Charlemagne Waheo \| |
| Arbitro:                         | Charlemagne Waheo |                     |      |                                                                |

### Finale 3º posto
| Arbitro: | Chris Sinclair |

|  |                      |  |
|  | Tiri di rigore 1 – 3 |  |

### Finale
| Arbitro: | Teraimaeva Make |

|  |                      |  |
|  | Tiri di rigore 2 – 1 |  |

## Campione
ISOLE SALOMONE
(6º titolo)

## Squadra qualificata al campionato mondiale
La seguente squadra si è qualificata alla FIFA Futsal World Cup 2021:
| Qualificate    | Pres. | Ult. | Miglior risultato                |
| -------------- | ----- | ---- | -------------------------------- |
| Isole Salomone | 4ª    | 2016 | Fase a gironi (2008, 2012, 2016) |